# Antonio Calloni
Egizio Antônio Calloni (n. 6 decembrie 1961) este un actor brazilian.

## Viața personală
Este căsătorit din 1993 cu jurnalistul Ilse Rodrigues Garro, cu care are un fiu pe nume Pedro Antonio.

## Filmografie

### Televiziune
- 1986 - Anos Dourados - Claudionor
- 1986 - Hipertensão - Fratelo
- 1987 - Bambolê - Augusto "Pronto"
- 1989 - O Salvador da Pátria - Tomás
- 1990 - Brasileiras e Brasileiros - Plínio
- 1991 - O Dono do Mundo - William
- 1992 - Deus nos Acuda - Promotor
- 1993 - Contos de Verão - Thales
- 1993 - Olho no Olho - Bóris
- 1994 - 74.5 - Uma onda no ar - Mariano
- 1995 - Decadência
- 1997 - Zazá - Milton Dumont Pietro
- 1998 - Era uma vez... - Maneco Dionísio
- 1999 - Chiquinha Gonzaga - Lopes Trovão
- 1999 - Suave Veneno - Hanif
- 1999 - Terra Nostra - Bartolo Migliavacca
- 2001 - Os Maias - Palma Cavalão
- 2001 - O Clone - Mohamed Rachid
- 2004 - Um Só Coração - Assis Chateaubriand
- 2004 - Começar de Novo - Olavinho
- 2006 - JK - Augusto Frederico Schmidt
- 2006 - Páginas da Vida - Gustavo Pinheiro de Sousa
- 2007 - Amazônia, de Galvez a Chico Mendes - Padre José
- 2008 - Beleza Pura - Eduardo Brito
- 2009 - Caminho das Índias - César Gallo Goulart
- 2010 - Escrito nas Estrelas - Vicente
- 2011 - O Astro - Natalino Pimentel (Natal)
- 2012 - Salve Jorge - Mustafá Ayata
- 2013 - Além do Horizonte - Luís Carlos Barcellos (LC)
- 2016 - Justiça - Antenor Ferraz
- 2017 - Dois Irmãos - Halim (tineri)
- 2017 - Os Dias Eram Assim - Arnaldo Sampaio
- 2018 - Assédio - Roger Abdelmassih